# Agua de la Reina de Hungría

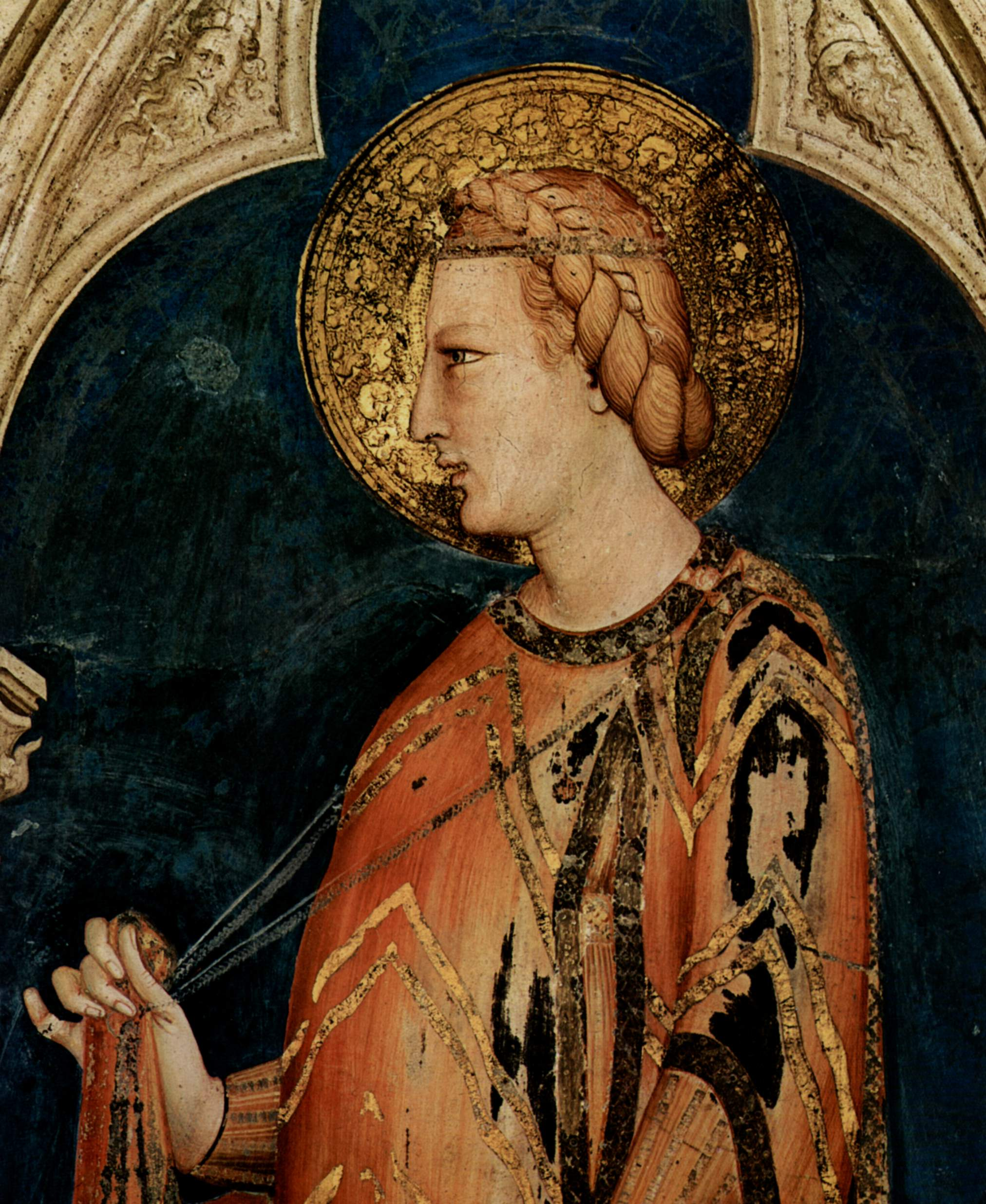
Isabel de Hungría es la primera persona que empleó un perfume en Europa, denominado 'Agua de Hungría'.

El Agua de la Reina de Hungría (denominado también Agua de Hungría) es un extracto aromático obtenido destilando la flor de romero con aguardiente.
Tuvo cierta fama por una supuesta capacidad rejuvenecedora desde el siglo XV. El romero fue una planta muy utilizada desde la Antigüedad, debido a su aroma agradable y su capacidad de refrescar en los meses de verano. Los efectos tónicos sobre la piel eran muy populares. El nombre de este perfume se debe al uso frecuente que hacía la reina consorte de Hungría Isabel Lokietek, quien según la creencia popular consiguió un aspecto joven a pesar de sus setenta años de edad. La esencia fue usada con abundancia posteriormente en la corte francesa de Luis XIV. y empleada igualmente en la corte española de mediados del siglo XVIII.

## Composición
El perfume posee entre sus ingredientes el romero y el cedro. El aceite de romero (elaborado como maceración de las sumidades floridas del romero en el alcohol y del agua destilada de romero, y de la destilación en alambique de estas al baño de María), según recetas antiguas: Licor ex floribus roris marini stillatitius, por esta razón se denomina también alcohol de romero. Tenía fama de disminuir los efectos de la parálisis por gota al mismo tiempo que un tónico sobre la piel. Otro de los ingredientes que aparece en los recetarios medievales es la trementina, así como el agua de rosas. No obstante, las recetas para preparar la esencia varían según las fuentes.